# Elias Fagerström
Elias Fagerström, född 23 september 1843 i Vånga socken i Kristianstads län, död 13 augusti 1912 i Uddevalla församling, var en svensk målare och dekorationsmålare.
Det finns få uppgifter om Fagerström i litteraturen och olika arkiv, han omnämns som kyrkomålare i Västsverige under 1800-talets senare hälft och att han var far till konstnären Amalia Fagerström. Man vet att han utförde några målningar från Torrskogs bruk omkring 1880 och efter att han flyttat till Uddevalla var verksam som målarmästare där han dekorationsmålade taket i teatersalongen 1862 och utförde en fondmålning i Grand hotels stora festsal. Fagerström är representerad vid Göteborgs stadsmuseum och Bohusläns museum.